# Ekaterina Lisina
Ekaterina Viktorovna Lisina (rusă Екатерина Викторовна Лисина; n. 15 octombrie 1987, Penza, RSFS Rusă, URSS) este o  jucătoare de baschet din Rusia care a concurat pentru echipa națională a Rusiei la Jocurile Olimpice de vară din 2008, câștigând medalia de bronz.
În picioarele goale, Lisina măsoară 2,06 m înăltime (6 ft 9 in). 
În 2014, ea și-a încheiat cariera de jucătoare profesionistă în  baschet.

## Echipe de baschet
- Mizo Pecs (Ungaria A, 2004-06)
- Sparta&K M. R. Vidnoje (Rusia-Premier League, 2006-07)
- ȚSKA Moscova (Rusia-Premier League, 2007-09)
- Good Angels Kosice (Slovacia-Extraliga, 2009)
- Sparta&K M. R. Vidnoje (Rusia-Premier League, 2009-10)
- Dinamo Kursk (Rusia-Premier League, 2011-14)

## Viața personală
Ekaterina s-a convertit la hinduism. Ea a devenit un adept fervent al zeiței Lakshmi și de atunci a încetat să mai mănânce carne și chiar practică ședințe de meditație în fiecare zi.

## Deținătoarea recordului mondial
Lisina deține două recorduri mondiale - recordul pentru femeia cu cele mai lungi picioare, și pentru cel mai înalt model profesionist - și va apărea în cartea Recordurilor 2018. De asemenea, a fost oficial recunoscută ca fiind femeia cu cele mai lungi picioare din Rusia.

## Legături externe
- Site oficial